# Хакатон
Хакатон (англ. hackathon ← hacker «хакер» + marathon «марафон») — форум для разработчиков, во время которого специалисты в разных областях разработки программного обеспечения (программисты, дизайнеры, менеджеры) совместно решают какую-либо проблему в ограниченное время.
Хакатон представляет собой специализированный формат соревнований, в рамках которого участники разрабатывают решение поставленной задачи в экстремально сжатые сроки. Качество и скорость выполнения задания — это две обязательные составляющие конкурса IT-специалистов. Дополнительные параметры оценки могут варьироваться в зависимости от конкретного формата мероприятия. Проведение хакатона создает уникальную среду, объединяющую IT-специалистов различного профиля и уровня подготовки.
Некоторые хакатоны предназначены для образовательных или социальных целей, но чаще целью хакатона является создание полноценного программного обеспечения. Каждый хакатон сфокусирован на определённой области — например, языке программирования, операционной системе, приложении или программном интерфейсе (API).

## История
Термин появился в 1999 году. Его, независимо друг от друга, начали употреблять разработчики OpenBSD и Sun Microsystems.
Разработчики OpenBSD впервые использовали этот термин для обозначения встречи, посвящённой криптографии, в Калгари (Канада) 4 июня 1999 года. На неё приехали 10 разработчиков для написания программ, которые бы не подпадали под жёсткие экспортные ограничения, установленные США на криптографическое ПО.
Компания Sun использовала название «The Hackathon» на конференции JavaOne, проходившей с 15 по 19 июня 1999 года; Джон Кейдж предложил написать программу на языке программирования Java для нового Palm V, которая бы использовала ИК-порт для связи с другими пользователями Palm.
Начиная с середины 2000-х годов, хакатоны стали более распространёнными и рассматривались компаниями и инвесторами как способ быстрой разработки новых программных технологий или областей инвестирования. Некоторые известные компании были созданы на хакатонах, например GroupMe, появившаяся на хакатоне конференции TechCrunch Disrupt 2010; в 2011 она была куплена компанией Skype за 85 млн долларов.

## Виды хакатонов
Существует два основных вида хакатонов: внешние и внутренние.
1. Внешние хакатоны направлены на привлечение внешней аудитории. Они проводятся для разработчиков, стартапов, студентов и других участников из разных компаний или организаций. Внешние хакатоны обычно организуются как соревнования, в рамках которых участники разрабатывают программные решения в определенной области или для конкретной проблемы.
2. Внутренние или корпоративные хакатоны проводятся внутри компании и представляют собой специальные мероприятия, на которых сотрудники работают над новыми проектами или решают актуальные задачи компании. Целью таких хакатонов является стимулирование творческого мышления, повышение командного взаимодействия и поиск инновационных подходов к решению представленных задач.

## Типы хакатонов

### Продуктовый хакатон
Это мероприятие, во время которого участники разрабатывают новый продукт или работают над улучшением существующих. Главное требование — создать работоспособную версию или прототип продукта за ограниченное время. Продуктовые хакатоны могут быть ориентированы на различные области, включая мобильные приложения, интернет вещей, электронную коммерцию, медицину и многие другие.

### Для разработки платформ
Некоторые хакатоны посвящены работе над конкретной платформой, например, операционной системой, либо по созданию приложений.
Разработка приложений для мобильных платформ происходит, например, на хакатоне Over the Air, проходящем в Блетчли-парке (Англия), который привлекает значительные спонсорские взносы. Также проводятся хакатоны по разработке видео- и компьютерных игр.
Music Hack Day — хакатон, посвящённый программам и аппаратному обеспечению для музыки. С 2009 года он проводился более 20 раз в различных местах.
Ежегодно с 1999 года проводится хакатон разработчиков операционной системы OpenBSD.
Существуют хакатоны по созданию приложений для смартфонов Android, iOS и Tizen. Ранее сходные мероприятия проводились для Maemo 5 (Nokia N900) и MeeGo (Nokia N9).

### Языки программирования, API, фреймворки
С 2007 года проводятся хакатоны Perl, целью которых является улучшение самого языка. Разработчики Haskell и Scala проводят сходные мероприятия: Haskell Hackathon и Scalathon.
Проводились хакатоны по разработке приложений на HTML5 и Ruby on Rails.
Некоторые хакатоны проводятся компаниями для написания приложений, использующих общий API. Так, Yahoo! проводит «Open Hack Day» с 2006 года (изначально «Hack Day»), на которых используются Yahoo! API и API принадлежащих Yahoo! сайтов, например Flickr. Google проводит похожий хакатон для собственных API.